# دانیل مورایس رئیس
دانیل مورایس رییس (به پرتغالی: Douglas Daniel Braga) هافبک اهل برزیل است که در شهر Peruíbe و در تاریخ ۶ ژوئیهٔ ۱۹۸۵ به دنیا آمده‌است.
دانیل مورایس رئیس در تیم‌های فوتبال Rio Claro سابقهٔ حضور دارد.